# Dărmănești
Dărmănești (ungarisch Dormánfalva) ist eine Kleinstadt im Kreis Bacău in Rumänien.

## Geographische Lage
Dărmănești liegt an der Einmündung des Flusses Uz in den Trotuș am Ostrand der Karpaten in einem nach einer benachbarten Stadt benannten Talkessel (Depresiunea Comănești), zwischen den Gebirgen Nemira im Süden, Berzunt im Osten und Ciuc im Nordwesten. Die Kreishauptstadt Bacău befindet sich etwa 40 km nordöstlich.

## Geschichte
Dărmănești wurde im Jahr 1546 erstmals urkundlich erwähnt. Der Ortsname soll auf einen Lokator namens Dărmăn zurückgehen. 1989 wurde Dărmănești zur Stadt erklärt.
Die Bewohner lebten lange Zeit vorwiegend von der Forstwirtschaft und der Viehzucht. Heute spielt der Handel eine wichtige Rolle. In der Umgebung der Stadt wird in geringerem Umfang Erdöl gefördert. Oberhalb der Stadt liegt die Talsperre Poiana Uzului, die der Trinkwasserspeicherung und der Stromerzeugung dient.

## Bevölkerung
Dărmănești war lange nur ein kleiner Ort. 1781 wurden 11 Bauernwirtschaften gezählt. Bei der Volkszählung 2002 lebten in Dărmănești 14.194 Personen, darunter 13.518 Rumänen, 759 Roma und 11 Ungarn. 2011 wurden 12.247 Menschen registriert, davon waren 10.528 Rumänen, 941 Roma, zehn waren Ungarn, je drei bekannten sich als Deutsche und Italiener und 762 machten keine Angaben zu ihrer Ethnie.

## Persönlichkeiten
- Morris Myer (* 1876 in Darmanesti; † 1944), britischer Journalist

## Verkehr
Dărmănești besitzt an der Bahnstrecke Sfântu Gheorghe–Siculeni–Adjud zwei Bahnhöfe mit den Namen Valea Uzului und Valea Uzului hc.; hier halten mehrmals täglich Personenzüge. Des Weiteren bestehen gute Busverbindungen in die Kreishauptstadt Bacău. Am östlichen Stadtrand verläuft die Nationalstraße DN12A von Bacău nach Miercurea Ciuc.

## Sehenswürdigkeiten
- landschaftlich reizvolle Umgebung
- Stausee Poiana Uzului
- kleines ethnografisches Museum
- Schloss der Adelsfamilie Știrbei